# Velleia panduriformis
Velleia panduriformis är en tvåhjärtbladig växtart som beskrevs av Allan Cunningham och George Bentham. Velleia panduriformis ingår i släktet Velleia och familjen Goodeniaceae. Inga underarter finns listade i Catalogue of Life.